# Бешковка
Бешковка (укр. Бешківка) (в древности Бешковщина) — село в Корюковском районе Черниговской области Украины. Население 29 человек. Занимает площадь 0,288 км².
Код КОАТУУ: 7422482502. Почтовый индекс: 15362. Телефонный код: +380 4657.

## Власть
Орган местного самоуправления — Домашлинский сельский совет. Почтовый адрес: 15362, Черниговская обл., Корюковский р-н, с. Домашлин, ул. Молодёжная, 22.